# Silverado
Den här artikeln handlar om filmen Silverado. För pickupmodellen från biltillverkaren Chevrolet, se Chevrolet Silverado.
Silverado är en amerikansk långfilm från 1985 i regi av Lawrence Kasdan, som även skrivit manus och producerat. I rollerna syns bland andra Kevin Kline, Scott Glenn, Kevin Costner och Danny Glover. Filmen blev Oscarsnominerad för Bästa musik och Bästa ljud.

## Handling
Emmett (Scott Glenn) försöker sova i ett litet skjul, men han blir under natten påhoppad av tre män. Under den korta eldstriden som utbryter dödar han sina tre motståndare. Under sin färd in mot staden Silverado träffar han på Paden (Kevin Kline) i öknen, han har rånats och lämnats för att dö.
Männen stannar till i den lilla staden Turley där Emmets bror Jake (Kevin Costner) sitter i fängelse i väntan på att hängas, han ska ha dödat en man i självförsvar. Paden kastas in i Jakes cell efter att ha dödat en av de männen som rånade honom. Emmett tar den svarta cowboyen Mal (Danny Glover) till hjälp för att få brodern och Paden ut ur fängelset. 
Efter händelserna i Turley kommer männen till Silverado där de skiljs åt. Men de träffar snart på nya fiender och tar återigen hjälp av varandra.

## Rollista
| Kevin Kline         | – Paden                  |
| Scott Glenn         | – Emmett                 |
| Rosanna Arquette    | – Hannah                 |
| John Cleese         | – Sheriff John Langston  |
| Kevin Costner       | – Jake                   |
| Brian Dennehy       | – Sheriff Cobb           |
| Danny Glover        | – Mal Johnson            |
| Jeff Goldblum       | – Calvin Stanhope        |
| Linda Hunt          | – Stella                 |
| Joe Seneca          | – Ezra Johnson           |
| Ray Baker           | – Ethan McKendrick       |
| Thomas Wilson Brown | – Augie                  |
| Jeff Fahey          | – Tyree                  |
| Lynn Whitfield      | – Rae Johnson            |
| Amanda Wyss         | – Phoebe                 |
| Richard Jenkins     | – Kelly                  |
| James Gammon        | – Dawson                 |
| Sheb Wooley         | – Sergeant i kavalleriet |
| Earl Hindman        | – J.T.                   |
| Pepe Serna          | – Scruffy                |

## Utmärkelser
Oscar
- Nominerad: Bästa musik (Bruce Broughton)
- Nominerad: Bästa ljud (Donald O. Mitchell, Rick Kline, Kevin O'Connell, David M. Ronne)